# Гладконоги
Гладконоги (Leiopelmatidae) — родина земноводних підряду Archaeobatrachia ряду Безхвості. Має 3 роди, з яких 1 натепер є вимерлим, 10 видів (з них 4 є вимерлими). Інша назва «хвостаті жаби». Відомі 200 млн років тому.

## Опис
Загальна довжина представники цієї родини коливається від 2,5 до 5 см від інших представників свого ряду та підряду відрізняються наявність 9 спинних хребців, які вонуті і мають хрящові міжхребцеві диски. Мають доволі гладеньку шкіру, особливо кінцівки. Також особливістю цих жаб є відросток у самців позаду — від клоаки, своєрідний «хвіст», що й дало другу назву цієї родині. Втім цей відросток найбільше розвинений в існуючого роду Ascaphus й вимерлого — Vieraella. У ліопельм «хвіст» майже не помітний.
Забарвлення переважно коричневого, оливкового або бурого кольору з різними відтінками.

## Спосіб життя
Полюбляють водойми із швидкою течією у лісовій місцині. Не бояться холодних водойм. Переважно перебувають у воді. Час від час здатні виходити на суходіл. Активні у присмерку або вночі. Живляться безхребетними та зеленими водоростями.
Це яйцекладні амфібії. Статева зрілість настає у 7—8 роки. Самці використовують свій «хвіст» для спрямування своїх сперматоформ до самиці. У цих земноводних внутрішнє запліднення. Самиці відкладають до 50—70 яєць. За рік буває до 2 кладок. Метаморфоз триває 1—4 роки.

## Розповсюдження
Мешкають на півночі США, у Канаді та Новій Зеландії.

## Роди
- Ascaphus
- Leiopelma
- †Vieraella